# ロードレース世界選手権のレギュレーション
ロードレース世界選手権のレギュレーション（ロードレースせかいせんしゅけんのレギュレーション）では、ロードレース世界選手権（WGP/MotoGP）の規則（レギュレーション、regulation）などについて書き記す。

## 規則

### スタート方式

#### 押しがけスタート
押しがけスタートとは、あらかじめギヤを1速または2速に入れておき、ライダーがクラッチレバーを握ってクラッチを切った状態でマシンを押して前へ動かし、ある程度スピードが出た時点でクラッチレバーを離してクラッチをつないでエンジンを始動させてスタートするスタート方式のこと。押しがけスタートは1986年を最後に廃止され、クラッチスタートに移行した。
押しがけスタートではエンジンが始動したらマシンの飛び乗ることになるが、飛び乗り方には主に二つのやり方がある。その一つはすぐにマシンに跨がる飛び乗り方で、フレディ・スペンサーはこのやり方である。もう一つはマシンに跨がらずに横乗りする飛び乗り方で、片山敬済はこのやり方である。横乗りの利点は、スタートに失敗してエンジンが停止した場合に素早くマシンから降りることができるので、再度押しがけするまでの時間が短いことである。跨がった状態でエンジンが停止すると、マシンから降りるまでの時間が横乗りの場合よりもかかり、その分だけタイムロスになる。一方、すぐにマシンに跨がる飛び乗り方では、加速しながら跨がるように乗り替える横乗り方式に比較して、より早くシフトアップも含めたフル加速状態に持ち込めると考えられる。
片山は押しがけ前の準備として、ピストンを上死点付近まで上昇させていた。ギヤを入れてクラッチレバーを離し、クラッチをつないだ状態でマシンを後方に移動させるとマシンの動きが重くなる位置がある。そこがピストンが上死点付近まで上昇してシリンダー内部が圧縮された位置で、この位置から押しがけスタートを始めるようにしていた。押しがけスタート時はマシンを前方に押し出すので、シリンダー内部の気圧が低下する方向にピストンを動かす（下げる）ことができ、シリンダー内部で圧縮されていた気体による圧力がピストンを押し下げるので、マシンを前方に押し出しやすい。

押しがけスタートでは、後方のスターティンググリッドからスタートするライダーは前方のライダーがスタートに失敗した場合に備えて細心の注意を払う必要がある。1986年第1戦スペインGP（ハラマ）250ccクラスのスタートでは、平忠彦が後方からスタートしたライダーに衝突されて足を骨折する事故が発生し、レッドフラグが振られ、レースが中断する事態になった。

#### クラッチスタート
クラッチスタートとは、あらかじめエンジンを始動させたマシンにライダーが跨ってスターティンググリッドに並び、クラッチレバーを握ってギヤを入れた状態でスタートの合図を待ち、シグナルが青になったらクラッチレバーを離してスタートするスタート方式のこと。1987年から従来の押しがけスタートに代わってクラッチスタートになる。

### ポイント制度
ロードレース世界選手権では各決勝レースの順位ごとにライダーとメーカーが獲得するポイントが定められているが、ポイント制度は改正が行われており、主な改正は次の通り。

#### 1949年
1949年シーズンの制度では、ポイントは決勝レースで5位以内に入ったライダーに与えられる。ファーステストラップを出したライダーには更に1ポイント加点される。選手権は、シーズン全戦の中で高ポイントを獲得した3戦の合計ポイントで競う。今シーズンは、500ccクラスは全6戦、350ccクラスが全5戦、250ccクラスが全4戦、125ccクラスが全3戦。
| 順 位    | 1  | 2 | 3 | 4 | 5 |
| -------- | -- | - | - | - | - |
| ポイント | 10 | 8 | 7 | 5 | 5 |

#### 1950年
1950年シーズンの制度では、ポイントは決勝レースで6位以内に入ったライダーに与えられる。選手権は、レース数が3戦または4戦の場合は全戦で獲得した合計ポイントで競う。5戦以上ある場合はその中で高ポイントを獲得した4戦の合計ポイントで競う。今シーズンは、500ccクラスが全6戦、350ccクラスが全6戦、250ccクラスが全4戦、125ccクラスが全3戦。
| 順 位    | 1 | 2 | 3 | 4 | 5 | 6 |
| -------- | - | - | - | - | - | - |
| ポイント | 8 | 6 | 4 | 3 | 2 | 1 |

#### 1951年 - 1957年
1951年から1957年までの期間の制度では、ポイントは決勝レースで6位以内に入ったライダーに与えられる。選手権は、レース数が3戦または4戦の場合は全戦で獲得した合計ポイントで競う。5戦 - 7戦の場合はその中で高ポイントを獲得した4戦の合計ポイントで競う。8戦以上ある場合はその中で高ポイントを獲得した5戦の合計ポイントで競う。
| 順 位    | 1 | 2 | 3 | 4 | 5 | 6 |
| -------- | - | - | - | - | - | - |
| ポイント | 8 | 6 | 4 | 3 | 2 | 1 |

| シーズン | 500ccクラス | 350ccクラス | 250ccクラス | 125ccクラス |
| -------- | ----------- | ----------- | ----------- | ----------- |
| 1951年   | 8           | 8           | 5           | 4           |
| 1952年   | 8           | 7           | 6           | 6           |
| 1953年   | 8           | 7           | 7           | 6           |
| 1954年   | 8           | 9           | 7           | 6           |
| 1955年   | 8           | 7           | 5           | 6           |
| 1956年   | 6           | 6           | 6           | 6           |
| 1957年   | 6           | 6           | 6           | 6           |

#### 1958年 - 1968年
1958年から1968年までの期間の制度では、ポイントは決勝レースで6位以内に入ったライダーに与えられる。選手権は、最低3戦のレースで獲得したポイントで競う。3戦の場合は全戦で獲得した合計ポイントで競う。4戦以上ある場合は、全戦の中で高ポイントを獲得したX戦の合計ポイントで競う。選手権で有効となるレース数Xは、全レース数Tを2で除算した値に1を加算後、小数点以下を切り捨てた整数値。
ポイント有効レース数Xの算出式
X = T ÷ 2 + 1（小数点以下切り捨て）
選手権は、全レースの中で高ポイントを獲得したX戦の合計ポイントで競う。
例1.そのシーズンの全レース数が9戦の場合
X = 9 ÷ 2 + 1 → 5（小数点以下切り捨て）
全9戦中、高ポイントを獲得した5戦の合計ポイントで選手権を競う。
例2.そのシーズンの全レース数が10戦の場合
X = 10 ÷ 2 + 1 → 6
全10戦中、高ポイントを獲得した6戦の合計ポイントで選手権を競う。

ポイント制度とレース数は次の通り。
| 順 位    | 1 | 2 | 3 | 4 | 5 | 6 |
| -------- | - | - | - | - | - | - |
| ポイント | 8 | 6 | 4 | 3 | 2 | 1 |

| シーズン | 500ccクラス | 350ccクラス | 250ccクラス | 125ccクラス | 50ccクラス | 備 考          |
| -------- | ----------- | ----------- | ----------- | ----------- | ---------- | -------------- |
| 1958年   | 7           | 7           | 6           | 7           |            |                |
| 1959年   | 7           | 6           | 6           | 7           |            |                |
| 1960年   | 7           | 5           | 6           | 5           |            |                |
| 1961年   | 10          | 7           | 11          | 11          |            |                |
| 1962年   | 8           | 6           | 10          | 11          | 10         | 50ccクラス開始 |
| 1963年   | 8           | 7           | 10          | 12          | 9          |                |
| 1964年   | 9           | 8           | 11          | 11          | 8          |                |
| 1965年   | 10          | 9           | 13          | 12          | 8          |                |
| 1966年   | 9           | 10          | 12          | 10          | 6          |                |
| 1967年   | 10          | 8           | 13          | 12          | 7          |                |
| 1968年   | 10          | 7           | 10          | 9           | 5          |                |

#### 1969年 - 1975年
1969年から1975年までの期間の制度では、ポイントは決勝レースで10位以内に入ったライダーに与えられる。選手権は競う上での有効ポイントについては変更なし。

ポイント制度とレース数は次の通り。
| 順 位    | 1  | 2  | 3  | 4 | 5 | 6 | 7 | 8 | 9 | 10 |
| -------- | -- | -- | -- | - | - | - | - | - | - | -- |
| ポイント | 15 | 12 | 10 | 8 | 6 | 5 | 4 | 3 | 2 | 1  |

| シーズン | 500ccクラス | 350ccクラス | 250ccクラス | 125ccクラス | 50ccクラス |
| -------- | ----------- | ----------- | ----------- | ----------- | ---------- |
| 1969年   | 12          | 10          | 12          | 11          | 10         |
| 1970年   | 11          | 10          | 12          | 11          | 10         |
| 1971年   | 11          | 11          | 12          | 11          | 9          |
| 1972年   | 13          | 12          | 13          | 13          | 8          |
| 1973年   | 11          | 11          | 11          | 12          | 7          |
| 1974年   | 10          | 10          | 10          | 10          | 10         |
| 1975年   | 10          | 10          | 11          | 10          | 8          |

#### 1976年
1976年の制度では、ポイントは決勝レースで10以内に入ったライダーに与えられる。選手権は、シーズン前半とシーズン後半の2つに分けて有効ポイントを算出し、その合計ポイントで選手権を競う。各シーズンは最低3戦のレースで獲得したポイントで競う。3戦の場合は各シーズン全戦で獲得した合計ポイントで競う。各シーズンのレース数が4戦以上ある場合は全戦の中で高ポイントを獲得したX戦の合計ポイントで競う。選手権で有効となるレース数Xは、全レース数Tを2で除算した値に1を加算後、小数点以下を切り捨てた整数値。各クラスの全レース数（前半レース数 / 後半レース数）は、500ccクラスが全10戦（5戦 / 5戦）、350ccクラスが全10戦（5戦 / 5戦）、250ccクラスが全11戦（5戦 / 6戦）、125ccクラスが全9戦（4戦 / 5戦）、50ccクラスが全9戦（4戦 / 5戦）。
| 順 位    | 1  | 2  | 3  | 4 | 5 | 6 | 7 | 8 | 9 | 10 |
| -------- | -- | -- | -- | - | - | - | - | - | - | -- |
| ポイント | 15 | 12 | 10 | 8 | 6 | 5 | 4 | 3 | 2 | 1  |

ポイント有効レース数の算出式
前半シーズンでの有効ポイントの対象となるレース数X1は、前半シーズンのレース数T1を除算した値に1を加算後、小数点以下を切り捨てた整数値。
X1 = T1 ÷ 2 + 1（小数点以下切り捨て）
選手権では、前半シーズンの全レースの中で高ポイントを獲得したX1戦の合計ポイントP1が対象となる。
後半シーズンでの有効ポイントの対象となるレース数X2は、後半シーズンのレース数T2を除算した値に2を加算後、小数点以下を切り捨てた整数値。
X2 = T2 ÷ 2 + 1（小数点以下切り捨て）
選手権では、後半シーズンの全レースの中で高ポイントを獲得したX2戦の合計ポイントP2が対象となる。
そのシーズンの選手権を競う上で対象となるポイントPは前半シーズンで獲得したポイントP1と後半シーズンで獲得したポイントP2の合計。
P = P1 + P2
例.バリー・シーンの場合
今シーズンの500ccクラス世界チャンピオン バリー・シーン（スズキ XR14 RG500）のポイントは次のようになる。
1976年シーズンの500ccクラスの全レース数は10戦。今シーズンに獲得したポイントは「15 - 15 - 15 - 0 - 15 - 12 - 15 - 0 - 0 - 0」（総計87ポイント）。
選手権の対象となる前半シーズンのレース数X1は
X1 = 5 ÷ 2 + 1 → 3（小数点以下切り捨て）
となり、5戦中で高ポイントを獲得した3戦の合計ポイントが前半シーズンの選手権の対象となる有効ポイントP1となる。
前半シーズン5戦で獲得したポイントは「15 - 15 - 15 - 0 - 15」（総計60ポイント）、有効ポイントは
P1 = (15 + 15 + 15) = 45
選手権の対象となる後半シーズンのレース数X2は
X2 = 5 ÷ 2 + 1 → 3（小数点以下切り捨て）
となり、5戦中で高ポイントを獲得した3戦の合計ポイントが後半シーズンの選手権の対象となる有効ポイントP2となる。
後半シーズン5戦で獲得したポイントは「12 - 15 - 0 - 0 - 0」（総計27ポイント）、有効ポイントは
P2 = (15 + 12 + 0) = 27
選手権の対象となるポイントPは前半シーズンの有効ポイントP1（45ポイント）と後半シーズンの有効ポイントP2（27ポイント）の合計になり
P = P1 + P2 = 45 + 27 = 72
今シーズンは、シーンが72ポイントを獲得して世界チャンピオンになった。

#### 1977年 - 1987年
1977年から1987年までの期間の制度では、ポイントは決勝レースで10位以内に入ったライダーに与えられる。選手権は全レースで獲得した総計ポイントで競う。またこの期間には、1982年シーズンを最後に350ccクラスが廃止され、1983年シーズンは500ccクラスと250ccクラス、125ccクラス、50ccクラスの4クラスの開催になる。そして同シーズンを最後に50ccクラスが廃止となり、1984年シーズンからは80ccクラスが開催され、500ccクラスと250ccクラス、125ccクラス、80ccクラスの4クラスの開催になる。
| 順 位    | 1  | 2  | 3  | 4 | 5 | 6 | 7 | 8 | 9 | 10 |
| -------- | -- | -- | -- | - | - | - | - | - | - | -- |
| ポイント | 15 | 12 | 10 | 8 | 6 | 5 | 4 | 3 | 2 | 1  |

#### 1988年 - 1990年
1988年から1990年までの期間の制度では、ポイントは決勝レースで15位以内に入ったライダーに与えられる。選手権は全レースで獲得した総計ポイントで競う。またこの期間には、1989年シーズンを最後に80ccクラスが廃止され、1990年シーズンは500ccクラスと250ccクラス、125ccクラスの3クラスの開催になる。
| 順 位    | 1  | 2  | 3  | 4  | 5  | 6  | 7 | 8 | 9 | 10 | 11 | 12 | 13 | 14 | 15 |
| -------- | -- | -- | -- | -- | -- | -- | - | - | - | -- | -- | -- | -- | -- | -- |
| ポイント | 20 | 17 | 15 | 13 | 11 | 10 | 9 | 8 | 7 | 6  | 5  | 4  | 3  | 2  | 1  |

#### 1991年
1991年の制度では、ポイントは決勝レースで15位以内に入ったライダーに与えられる。選手権は、全レースの中から低ポイントだった2戦を除外したポイントで競う。
| 順 位    | 1  | 2  | 3  | 4  | 5  | 6  | 7 | 8 | 9 | 10 | 11 | 12 | 13 | 14 | 15 |
| -------- | -- | -- | -- | -- | -- | -- | - | - | - | -- | -- | -- | -- | -- | -- |
| ポイント | 20 | 17 | 15 | 13 | 11 | 10 | 9 | 8 | 7 | 6  | 5  | 4  | 3  | 2  | 1  |

例.ウェイン・レイニーとミック・ドゥーハンの場合
今シーズンの世界チャンピオン ウェイン・レイニー（ヤマハ YZR500 OWD3）とランキング2位のミック・ドゥーハン（ホンダ NSR500）が獲得した総計ポイントと選手権の対象となる有効ポイントは次のようになる。
レイニー：「15 - 20 - 20 - 15 - 7 - 17 - 17 - 20 - 17 - 20 - 17 - 20 - 20 - 15 - 0」（総計240ポイント）、有効ポイントは233。
ドゥーハン：「17 - 17 - 17 - 20 - 20 - 15 - 20 - 17 - 0 - 17 - 15 - 15 - 17 - 17 - 15」（総計239ポイント）、有効ポイントは224。

#### 1992年
1992年の制度では、ポイントは決勝レースで10位以内に入ったライダーに与えられる。選手権は全レースで獲得した総計ポイントで競う。
| 順 位    | 1  | 2  | 3  | 4  | 5 | 6 | 7 | 8 | 9 | 10 |
| -------- | -- | -- | -- | -- | - | - | - | - | - | -- |
| ポイント | 20 | 15 | 12 | 10 | 8 | 6 | 4 | 3 | 2 | 1  |

#### 1993年 - 2009年
1993年から2009年までの期間の制度では、ポイントは決勝レースで15位以内に入ったライダーに与えられる。選手権は全レースで獲得したポイントで競う。
| 順 位    | 1  | 2  | 3  | 4  | 5  | 6  | 7 | 8 | 9 | 10 | 11 | 12 | 13 | 14 | 15 |
| -------- | -- | -- | -- | -- | -- | -- | - | - | - | -- | -- | -- | -- | -- | -- |
| ポイント | 25 | 20 | 16 | 13 | 11 | 10 | 9 | 8 | 7 | 6  | 5  | 4  | 3  | 2  | 1  |

## 関連文献
- Scott, Michael (6 Oct 2008), 60 Years of MotoGP, UK: Carlton Books Ltd, ISBN 978-1847321343